# Ангиари
Ангиа̀ри (на италиански: Anghiari, на местен диалект Angheri, Ангери) е градче и община в централна Италия, провинция Арецо, регион Тоскана. Разположено е на 429 m надморска височина. Населението на общината е 5672 души (към 2011 г.).